# باغ شب‌نمای ما
باغ شب‌نمای ما نوشته اکبر رادی حکایتی خواندنی و شنیدنی درباره ناصرالدین شاه قاجار است. رادی به عنوان نمایشنامه‌نویسی توانمند در این اثر از واژگان رایج در دوره قاجار استفاده کرده است. «باغ شب‌نمای ما» روایت روزهای پایانی حکومت ناصرالدین شاه را روایت می‌کند.

## خلاصه داستان
تالار برلیان و دیدگاه ما تخت‌طاووس، صندلی خورشیدی و کرهٔ جهان‌نماست. شاه در زمانی شناور و درباریانی که به تأنّی می‌آیند و می‌روند و هر یک در تمجید از شاه از یکدیگر پیشی می‌گیرند.
قسمت اول (قبلهٔ عالم): با فروش یک گلدان نقره آغاز می‌شود. درباریان، خبر قمه‌کشیدن خواجه الماس، دلقک سیاه دربار، بر روی یحیی‌خان را به عرض شاه می‌رسانند. الکساندر، امپراتور روسیه، ترور شده است. شاه سفیری را به دربار روس برای عرض تسلیت می‌فرستد. حکیم‌الممالک و تولوزان بر سر درمان شاه اختلاف می‌کنند. اعتمادالسلطنه روزنامه‌خوانِ شاه، از شاه می‌خواهد که از شراب و زنان و... دوری کند. اهلِ اندرون، صحنه را خالی می‌کنند تا شاه به اموراتِ داخل و خارجه بپردازد. اما شاه پریشان از اخبار خارجه، اعتمادالسلطنه را نیز مرخص می‌کند. اخبارِ داخله به عرض شاه می‌رسد. از جمله: اوضاع در همِ اندرونی، جریان تحریم تنباکو، آشوب شهرهای تهران، تبریز، اصفهان و... و شاه که سخت درگیر امورات تنِ خود است، دستور دستگیری کُنت فرنگی که مأمور تأسیس پولیس بوده است را می‌دهد. زیقولهٔ خواجه خبر فسقِ ملیجک، عزیزدُردانهٔ شاه، را می‌آورد. ملیجک با چهره‌ای مغولی، رخت امیر تومانی و شمشیری که نوکش بر زمین است، کسالت در کاخ را عنوان می‌کند که نبود جنگ یا حتی شکاری، او را خسته کرده است. از شاه می‌خواهد مالیات رعیت را زیاد کرده تا آن‌ها به فرنگ روند. آخر سر، کلاهش را به زمین کوبیده و به قهر می‌رود. شاه غمگین از دلخوریی ملیجک، نا امیدانه می‌گوید که خیری از تخت و تاج ندیده. این قسمت با حکم شاه دربارهٔ خواجه الماس و گردن زدنِ او زیر درخت اقاقیا که ما از روایتِ شاه می‌بینیم، تمام می‌شود.
قسمت دوم (جبه): شاه و ملازمان آمادهٔ شکارند. شاه با قرضی که از بانک شاهنشاهی گرفته و همچنین با افزایش مالیات، توانسته غرامت کمپانیی انگلیس را در خصوص معاهدهٔ تنباکو پرداخت کند. به‌این‌ترتیب حرمت تنباکو برداشته شده و سفارت روس هم دست از فشار ایران برداشته. با آهنگ مارش نظامی، ببری‌خان گربهٔ محبوب شاه، را از تالار عبور می‌دهند. همه چیز آمادهٔ رفتن است که زیقوله، خبر فوت مادرِ ولیعهد را می‌آورد. تصمیم نهاییِ شاه، رفتن به شکار است.
در ادامه شاه را می‌بینیم که از شکار بازگشته اما شکار عقیم مانده چون قوشی با فضله‌اش جبروت شاهانه را لکه دار کرده است و شاه، غمگین از این واقعه. درباریان برای انبساط خاطرِ شاه، ابتدا خوش‌نوازخان را می‌آورند تا قدری بنوازد اما بی‌فایده است. اعتمادالسلطنه از شاه می‌خواهد به‌جای این قِسم تفریحات بی‌قاعده، به تنظیمات دولتی رسیدگی کند و شاه برای رفع ناراحتی اعتمادالسلطنه از توهین ملیجک، به او نشانی اهدا می‌کند. عبدی‌خان پهلوان هم آسایش خاطرِ شاه را تأمین نمی‌کند. پس کریم شیره‌ای، تئاتری برای شاه ترتیب می‌دهد. با وجود کنایات سیاسی و اجتماعی بسیار، شاه دلشاد می‌گردد. پس از آن، شاه از جشنِ قرن و پنجاهمین سالِ سلطنت به ملیجک می‌گوید. سپس علی‌رغم پندِ دیگران، عازم حرم عبدالعظیم می‌گردد و ترور می‌شود. آن‌گاه همانند مومیایی بر تخت‌طاووس می‌افتد. نمایشنامه در تک‌گوییِ هذیان وارِ ملیجک تمام می‌شود. ملیجک در جذبه‌ای فرورفته، از کشتن‌ها و ظلم‌ها می‌گوید. از حمام فین و هیروشیما. ناگهان هاله‌ای در پنجره می‌بیند و شلیک می‌کند، به خیالِ میشی یا تکه‌ای اما متوجّه می‌شویم که آن سایه شکار نبوده، بلکه زیقولهٔ خواجهٔ اندرونی بوده است که توسط ملیجک کشته شد.